# تحالف أوي كداجي
أوي كداجي هو ائتلاف انتخابي في ساو تومي وبرينسيب.

## الأطراف الأعضاء
- حزب التجديد الديمقراطي
- الاتحاد الوطني للديمقراطية والتقدم
- الائتلاف الديمقراطي المعارض
- حزب الشعب التقدمي
- حزب التجديد الاجتماعي - انضم في أوائل عام 2006.

حزب العمل الديمقراطي المستقل، الذي كان جزءًا من الائتلاف في انتخابات عام 2002، غادر وقرر خوض انتخابات 2006 بشكل مستقل.

## انتخابات 2002
في الانتخابات التشريعية التي أجريت في 3 مارس 2002، حصل التحالف على 16.2٪ من الأصوات و8 من 55 مقعدًا في الجمعية الوطنية.

## انتخابات 2006
في الانتخابات التشريعية التي أجريت في 26 مارس 2006، فشل التحالف في الفوز بأي مقعد في الجمعية الوطنية.